# Bundesautobahn 648
Pour les articles homonymes, voir A648 et Autoroute A648.
La Bundesautobahn 648 est une Bundesautobahn dans le Land de Hesse.

## Situation et accès
L'A 648 sert principalement de voie de desserte depuis la Bundesautobahn 66 et la Bundesautobahn 5 jusqu'au centre-ville de Francfort-sur-le-Main. L'autoroute se termine peu avant le parc des expositions de Francfort.

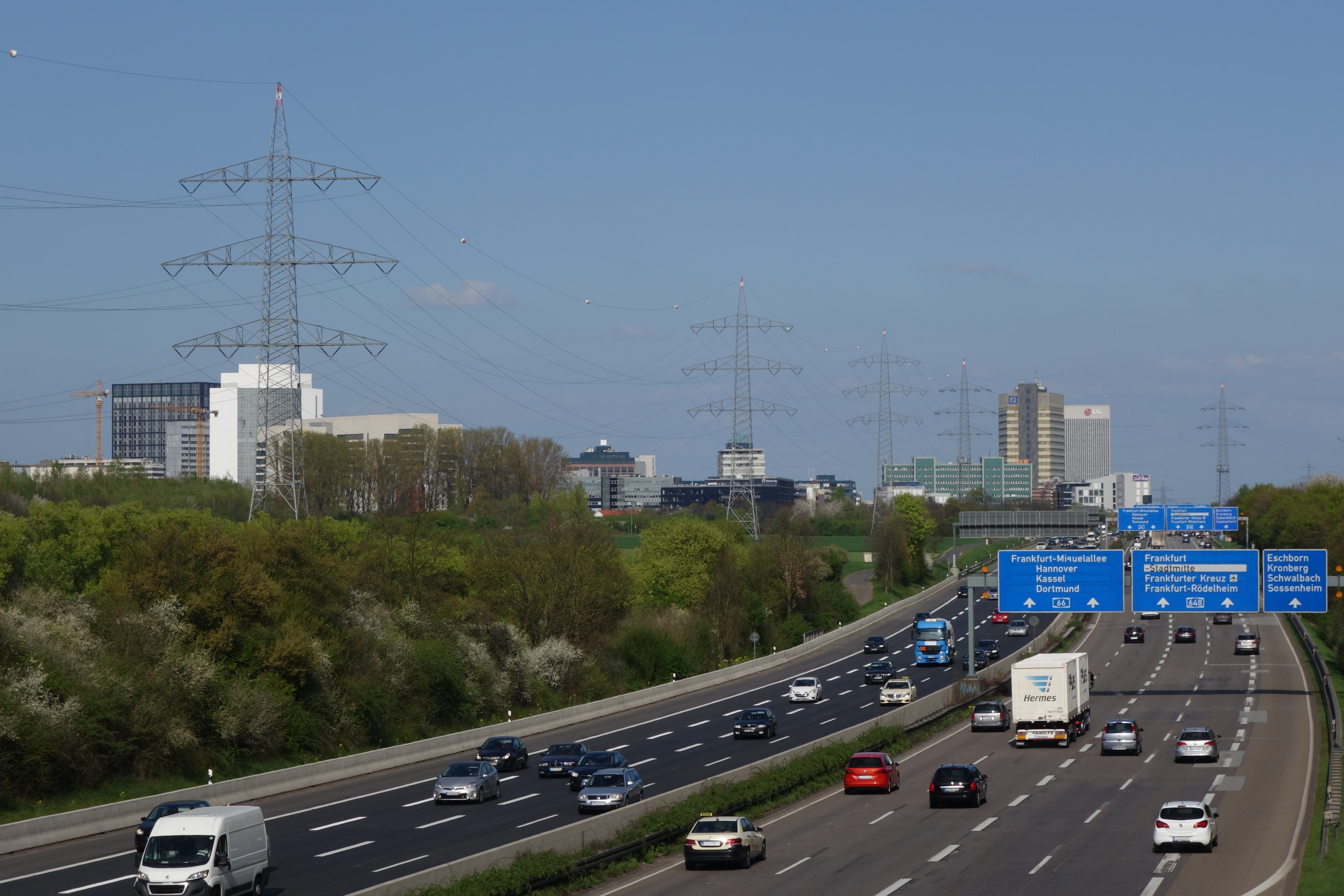
L'A 648 commence comme un embranchement de l'A 66 à Eschborn (2e et 3e voies en partant de la droite).

L'autoroute commence à l'échangeur d'Eschborner, où elle bifurque de l'A 66. Dans l'échangeur lui-même, il n'y a pas de liaison depuis l'est avec l'A 66, car cette liaison est garantie par l'A 5, qui passe à proximité immédiate. L'itinéraire à quatre voies mène en arc de cercle vers le sud-est et plus tard vers l'est. Après la jonction Francfort-Rödelheim en suivant l'échangeur, se trouve l'échangeur occidental de Francfort, où l'on traverse l'A 5. La Nidda est traversée dans la zone de ce carrefour autoroutier. A l'est du carrefour, l'A 648 compte toujours deux voies principales continues dans chaque sens, ainsi que jusqu'à trois voies communicantes, puisque deux carrefours et une station-service avec des aires de repos se succèdent rapidement. Le tronçon aménagé en autoroute se termine au Katharinenkreisel et l'itinéraire continue sur la Bundesstraße 8 et la Bundesstraße 44 jusqu'au Ludwig-Erhard-Anlage, une intersection de Westend conçue comme un rond-point à feux tricolores.

## Historique
À mesure que la motorisation progresse, de nombreux projets visant à rendre les routes plus efficaces sont mis en avant sous la République de Weimar. La construction du contournement de Höchst fait partie de ces projets. Il s'agit d'une autoroute à trois voies de 9 mètres de large, construite entre 1931 et 1934 et qui relie la zone urbaine de Francfort à l'Elisabethenstraße de Mayence à Wetterau. Au nord de Höchst am Main, qui fait partie de Francfort depuis 1928, un grand rond-point avec une station-service est construit pour relier l'Elisabethenstraße à la route de contournement de Höchst, parfois considérée comme la plus grande d'Allemagne (Auto-Engel). L'extrémité orientale de la rue de Francfort se termine également par un rond-point appelé Opel-Rondell, du nom d'un concessionnaire, bien que ce nom ne fût jamais officiel.
L'Elisabethenstraße est également élargie vers l'ouest en direction de Weilbach, à l'instar du contournement de Höchst. Depuis Weilbach, l'expansion se poursuit sur la route dite Wandersmannstraße jusqu'à Erbenheim. Cela aboutit à une route efficace pour le trafic motorisé, qui remplace l'ancienne route passant par la Mainzer Landstraße de Francfort à Mayence et Wiesbaden avec ses villes de transit. L'ensemble du tracé s'appelle officiellement la route de contournement Wiesbaden-Francfort, le tronçon de Francfort étant nommé Wiesbadener Straße. Avec l'introduction des Fernverkehrsstraße, routes à grande vitesse, en 1932, le tronçon d'Erbenheim à Francfort devient une partie de la Fernverkehrsstraße 40, de Sarrebruck à Fulda. Entre les ronds-points de Höchst et de Francfort, la route fait également partie de la Fernverkehrsstraße 8 d'Emmerich am Rhein à Passau. Lorsque les Fernverkehrsstraße sont rebaptisées Reichsstraße, elles deviennent les Reichsstraße 8 et 40.
La construction des Reichsautobahnen au cours du Troisième Reich commence à Francfort. Adolf Hitler inaugure la route Francfort-Heidelberg le 23 septembre 1933. À partir de novembre 1934, cette route est conduite plus au nord, le tronçon vers Gießen est appelé Strecke 30. Alors que les nazis croient à une première, ils se sont contentés d'adopter les plans de l'association HaFraBa, conçus au milieu des années 1920 pour une voie rapide entre Hambourg et les villes hanséatiques du nord de l'Allemagne, Francfort-sur-le-Main et Bâle, en utilisant également le terme autoroute pour la première fois. Lors de la construction du tronçon Giessen-Francfort, une jonction avec la route de contournement Wiesbaden-Francfort doit être créée. La conception exacte est controversée avant le début de la construction en septembre 1934 ; la direction suprême de la construction des Reichsautobahnen (OBR) de Francfort prévoit un carrefour simple au même niveau, tandis que l'administration prussienne du district de Wiesbaden et de la ville de Francfort préférait un carrefour sans niveau, avec des rampes directes et indirectes. Cela est justifié par la conception de l'autoroute sans intersection et par le volume de trafic élevé attendu. Le permis de construire pour le carrefour Francfort-Nord en tant que liaison à quatre quadrants, semblable à un carrefour autoroutier, est accordé le 3 octobre 1934 par l'inspecteur général des routes allemandes Fritz Todt. Avec l'achèvement de la Strecke  30 de la Reichsautobahn Giessen–Francfort le 26 septembre 1936, la rocade dispose désormais d'une connexion directe au réseau de la Reichsautobahn.
La Seconde Guerre mondiale et ses conséquences changent radicalement la donne. Francfort-sur-le-Main devient le site économique le plus important de la Trizone, à partir de laquelle la République fédérale d'Allemagne est fondée en 1949. Au cours des années suivantes, le trafic augmente régulièrement. À partir de 1954, le contournement Wiesbaden-Francfort est complété par une deuxième voie directionnelle et agrandi pour ressembler à une autoroute. La voie express Rhin-Main est censée relier Wiesbaden à Francfort et au-delà à Hanau. Cependant, les Bundesstraßen issues des Reichsstraßen conservent leur numérotation. L'itinéraire Höchst-Francfort-Opelrondell fait désormais partie des Bundesstraßen 8 et 40. Les travaux d'agrandissement commencent entre Weilbach et Francfort à la fin des années 1950, le rond-point de Höchst étant remplacé par un carrefour imprévu. En 1962, l'ancien contournement de Höchst est également agrandi à deux voies dans le cadre de la voie express Rhin-Main. Trois ans plus tard, en 1965, la voie rapide, auparavant une Bundesstraße, est transformée en autoroute sur le tronçon Wiesbaden-Erbenheim jusqu'à la jonction de Francfort-Nord de l'ancienne Reichsautobahn. Dans le premier plan de numérotation allemand, elle porte le nom de Bundesautobahn 80. Dans l'extension finale, elle doit s'étendre de la frontière belge dans l'Eifel à Fulda.
En 1967, l'itinéraire, qui est encore une Bundesstraße, est prolongé de quelques centaines de mètres vers le centre-ville grâce à la construction d'un pont au-dessus du rond-point Opel. L'objectif est de réduire les embouteillages à l'entrée de la zone urbaine de Francfort et de soulager la circulation sur le rond-point. Entre 1969 et 1971, la jonction de Francfort-Nord est reconstruite pour la première fois et s'appelle désormais Westkreuz Frankfurt. Dans le même temps, la section à l'est de ce carrefour jusqu'à juste derrière l'Opelrondell est transformée en autoroute.
Une autre innovation survient en 1972, lorsque le premier tronçon de l'autoroute Rhin-Main prolongée d'Eschborn à la Ludwig-Landmann-Straße est achevé. La route continue en provenance de Wiesbaden y est posée, de sorte que la route vers l'Opelrondell, qui formait auparavant une large courbe, forme désormais un embranchement. Cela est pris en compte avec l'introduction du nouveau système de numérotation fédéral allemand en 1975 : L'itinéraire Wiesbaden-Francfort (qui est prolongé jusqu'à Miquelallee en 1976) reçoit le nom de Bundesautobahn 66, et l'itinéraire qui bifurque désormais vers l'Opelrondell s'appelle désormais Bundesautobahn 648. Une nouvelle reconstruction de laWestkreuz à la fin des années 1970 est réalisée en même temps que l'extension de la Bundesautobahn de six à huit voies. Lorsque l'Opelrondell est rebaptisée Katharinenkreisel, le carrefour où se termine l'A 648 a un nom officiel.